# Seznam venezuelskih pesnikov
Seznam venezuelskih pesnikov.

## A
- Edmundo Aray

## B
- Andrés Bello
- Andrés Eloy Blanco

## C
- Juan Calzadilla
- Rafael Cadenas
- Alfredo Chacón
- Luis Alberto Crespo

## F
- José Angel Fernández
- María Antonieta Flores

## G
- Armando Rojas Guardia

## M
- Miguel Márquez
- Eugenio Montejo

## L
- Santos López
- Rafael Arraiz Lucca

## P
- Francisco Pérez Perdomo
- Gustavo Pereira
- Alí Pérez

## R
- Eleonora Requena

## T
- Alberto Arvelo Torrealba
- Alicia Torres